# Play by Mail
I Play by Mail ("gioca per posta" in inglese), spesso abbreviato in PbM, sono giochi di ogni tipo giocati attraverso posta.
Un esempio su tutti gli scacchi, che sono stati giocati via posta per secoli, semplicemente inviando per iscritto all'avversario la propria mossa (e quando erano giocati in questo modo erano conosciuti come scacchi per corrispondenza). 
In tempi recenti, con l'avvento di internet e della corrispondenza elettronica (e-mail), anche i giochi Play by Mail si sono evoluti adattandosi ai nuovi e migliori mezzi di comunicazione per diventare giochi Play by e-Mail. Per questi è stata introdotta la sigla PbEM (o PBeM o simili), ma per semplicità viene utilizzata spesso la sigla PbM anche nel caso della posta elettronica. Altre diciture improprie per indicare in particolare i Play by e-Mail furono anche Play by Internet (PbI) e Play by Web (PbW). Tutte queste diciture appaiono in contrapposizione ai giochi FtF (Face to Face, "faccia a faccia" in inglese) giocati in prima persona. 
In linea generale, comunque, i PbM/PbEM erano e sono tali attraverso l'intercessione di un moderatore umano, di un software di moderazione o della combinazione degli stessi.

## Storia
Fra i primi esempi famosi, non italiani, è Diplomacy, diventato gioco PbM fin dagli anni sessanta, partendo come una newsletter stampata (una rivista amatoriale) scritta da John Boardman. Giochi di guerra molto più complessi e moderati da programmi per computer, furono inaugurati da Rick Loomis e dalla sua compagnia, la Flying Buffalo, negli anni settanta. 
Il primo gioco PbEM venne sperimentato dalla Stormfront Studios con il titolo di Quantum Space e debuttò sulla rete AOL nel 1989, anche se altri giochi via mail in Internet e BITNET giunsero prima del 1989. 
Negli anni ottanta, nei paesi anglosassoni, i giochi PbM raggiunsero l'apice della loro popolarità con l'avvento di Gaming Universal, la prima rivista professionale dedicata integralmente a questo genere di giochi. Una rivista simile, Flagship, si focalizzò in particolare sui giochi PbM britannici. Bob McLain, l'editore di Gaming Universal, aveva precedentemente reso popolare tale hobby scrivendo articoli che apparvero in molte riviste famose dedicate ai giochi dell'epoca.
Nei tardi anni novanta, i giochi per computer e per Internet emarginarono di molto i PbM tradizionali, ma tale hobby continua ad esistere tuttora e si stima che circa 2000-3000 giocatori sparsi in tutto il mondo continuino ancora a giocare attraverso i consueti canali postali.

### In Italia
Anche l'Italia, seppur successivamente, ha abbracciato con entusiasmo le possibilità di gioco offerte da PbM e soprattutto da PbEM, in particolare con l'avvento di Internet su vasta scala.

## I giochi
Impossibile tanto a livello italiano quanto ancor più a livello mondiale cercare di stilare una lista completa, o presumibilmente tale, di tutti i PbEM esistenti: estremamente facili da creare (ed estremamente facili da fallire), PbEM sorgono e scompaiono praticamente ogni giorno.
Le tematiche e le tipologie che possono comprendere spaziano in ogni genere, passando dai giochi più tradizionali a giochi di ruolo classici fino a giungere anche a giochi completamente nuovi creati appositamente per il PbEM.
La tematica, ossia l'ambientazione del gioco, può spaziare in ogni campo: dal fantasy alla fantascienza, passando per gialli ed horror... o, spesso e volentieri, richiamando addirittura più o meno esplicitamente libri, film o serie televisive di successo. 
La meccanica del gioco può essere di qualunque tipo, purché si possa adattare ai tempi lenti e discontinui del PbM. Descriviamo in seguito le tre categorie più comuni:
- PbEM di ruolo
- PbEM puramente narrativi
- PbEM di strategia

### PbEM di ruolo
I giochi PbEM di ruolo, ispirandosi spesso a regole di giochi in commercio (primo fra tutti D&D), sono giochi di ruolo a tutti gli effetti e pongono come unica differenza rispetto al gioco FtF il mezzo di comunicazione adottato: nei giochi PbEM, difatti, tale mezzo è appunto non la voce dei giocatori (o del master), ma ciò che essi scrivono. I master, in particolare, spesso si aiutano nel loro ruolo con software di gestione di mailing list, al fine di riavvicinare il più possibile il PbEM al FtF. 
I vantaggi degli uni e degli altri sono evidenti: il PbEM rispetto al FtF permette di giocare senza vincoli di tempo o di spazio (i giocatori possono potenzialmente vivere anche agli antipodi gli uni degli altri), con l'unica esigenza di un computer connesso ad internet e di una casella postale da controllare regolarmente; in opposizione il FtF offre il coinvolgimento del contatto umano, oltre a un gioco istantaneo senza tempi morti fra una e-Mail e la successiva.

### PbEM narrativi
I giochi PbEM narrativi abbandonano regole e modi d'operare dei tipici giochi di ruolo per meglio esaltare le possibilità offerte dal nuovo mezzo di gioco, l'e-Mail. Nei PbEM alla logica di gioco giocatore-personaggio (con abilità, caratteristiche, ecc), si preferisce sostituire una logica giocatore-narratore: il frutto di tali giochi, in pratica, è un vero e proprio racconto scritto a più mani da tutti i giocatori, seguendo ovvie regole comuni al fine di dare un senso di continuità a tutto il contesto. Di solito ogni giocatore ha anche un suo personaggio esclusivamente sotto il proprio controllo, come nei PbEM di ruolo, ma non è necessariamente così. 
Anche la figura stessa del moderatore, nei giochi PbEM di piccole dimensioni, può talvolta venir meno, lasciando la moderazione alla responsabilità degli stessi giocatori che diventano così tutti contemporaneamente padroni del racconto, con la possibilità di coinvolgere gli altri giocatori in proprie storie, di utilizzare PnG e quant'altro, decidendo l'evolversi di tutto l'ambiente. In tali situazioni la moderazione non è più atta a dichiarare l'esito di un'azione quanto semplicemente a gestire i flussi di gioco in modo che riescano sempre a risultare ordinati ed equilibrati.

### PbEM di strategia
Come nel citato esempio degli scacchi, un PbEM può essere un vero e proprio gioco di strategia, dove le mosse possibili e i turni sono ben definiti, analogamente a quanto avviene in un gioco da tavolo. Al proprio turno il giocatore invia per posta la propria mossa, scritta a mano o tramite un'interfaccia grafica che mostra il tabellone virtuale del gioco. Il tempo a disposizione di solito è dell'ordine dei giorni, ma nel frattempo i giocatori possono comunicare liberamente scambiandosi E-Mail puramente di dialogo (o usare forum o altri mezzi); ciò permette di prendere accordi, allearsi, pianificare insieme le mosse, ma anche minacciare, ingannare, a volte anche insultarsi. La diplomazia è fondamentale in molti di questi giochi, perfino più importante e interessante della strategia stessa.
Di solito le E-Mail si inviano a un server, o più raramente a un moderatore umano, in grado di interpretare le mosse dei giocatori, calcolare i risultati, e rispedirli ai giocatori via E-Mail, dopodiché il ciclo ricomincia con un nuovo turno. In questo modo non c'è teoricamente limite al funzionamento del gioco, si possono ricostruire anche elementi di fortuna e di segretezza tipici dei giochi da tavolo FtF. Diventa perfino più facile che nel FtF gestire i giochi dove le mosse vengono eseguite in contemporanea.
Quando non è presente un server o un moderatore, i giocatori devono spedirsi l'un l'altro i dati della partita dopo la propria mossa. Alcuni videogiochi strategici a turni tradizionali, ad esempio Civilization IV, offrono supporto integrato per questo tipo di PbEM come una delle modalità multigiocatore.

## Come nasce un PbEM?
Nel caso dei PbEM strategici si rende spesso necessario lo sviluppo di un software specifico, e sebbene esistano molti siti web che offrono gratuitamente l'organizzazione e la gestione di partite, nascono anche aziende specializzate che offrono PbEM a pagamento, soprattutto all'estero. PbEM del genere esistevano già dai tempi delle BBS, e il costo è spesso proporzionale al numero di turni giocati: si paga una somma fissa per ogni turno.
Invece un gioco PbEM di narrazione o di ruolo può nascere senza bisogno di alcuna risorsa di base se non un gruppo di giocatori (spesso amici o comunque destinati a diventare tali dopo tante settimane o anni di gioco insieme) con una passione comune. Ovviamente, poi, più si desidera allargare il gioco, più sarà importante l'impegno delle figure di moderazione nella gestione dello stesso, gestione che comunque resterà quasi sempre affidata a delle semplici mailing list o tuttalpiù a dei software tipo majordomo. 
Decisa una tematica di base e riunito il gruppo di giocatori, potrà esser deciso da chi avrà il ruolo di moderatore oppure da tutti i giocatori insieme un regolamento alla base del gioco stesso: i regolamenti raramente sono identici, anche se pressoché tutti simili e comunque decisamente esigui, avendo solo l'esigenza di caratterizzare il gioco ed i personaggi all'interno dello stesso. In generale, quindi, le due parti fondamentali, e spesso uniche, di ogni regolamento saranno quelle dedicate alla creazione del personaggio ed al modo di giocare.
Una volta scelto tutto ciò il resto è superfluo: un sito internet di appoggio, una mailing list a cui iscriversi... ogni cosa è un di più non strettamente necessario se non per più che corretta autogratificazione dei giocatori, che possono così ritrovare tutto ciò che riguarda il loro gioco in maniera più o meno ordinata ed elegante. Comunemente, comunque, una mailing list ed un sito internet restano sempre essenziali al gioco stesso anche nell'esigenza di renderlo noto e di ricercare nuovi giocatori quand'esso è previsto: non tutti i PbEM, infatti, richiedono costante ricerca di nuovi giocatori, finendo talvolta per diventare "a circolo chiuso" non per elitarismo da parte dei primi giocatori ma per spirito stesso del gioco. A metà strada fra i giochi alla ricerca continua di nuovi giocatori e di quelli a circolo chiuso, poi, sono i giochi organizzati per squadre, in cui pur restando la mentalità del gioco a circolo chiuso, è ammissibile la possibilità di coinvolgere nuovi giocatori nella creazione di nuovi gruppi di gioco all'interno di una continuità comune.
Per ospitare, appoggiare e pubblicizzare i PbEM sono nate alcune comunità anche in Italia, che offrono spazio server e servizi di vario tipo (mailing list incluse) per il semplice piacere di vedere tale attività ludica crescere e moltiplicarsi.